# Eueides cleobaea
Eueides cleobaea är en fjärilsart som beskrevs av Charles Andreas Geyer 1832. Eueides cleobaea ingår i släktet Eueides och familjen praktfjärilar. Inga underarter finns listade i Catalogue of Life.